# Аэропоэзия
Аэропоэзия (итал. Aeropoesia) — поэтическое течение, продекларированное Филиппо Томмазо Маринетти в 1931 году как новая стадия развития итальянского поэтического футуризма. Сам Маринетти и ряд его сподвижников продолжали развивать аэропоэзию вплоть до окончательного поражения Италии во Второй мировой войне; Маринетти умер почти одновременно с этим поражением. Наиболее важными примерами аэропоэзии являются поэмы самого Маринетти «Аэропоэма Специанского залива» (итал. L'aeropoema del Golfo della Spezia; 1935) и «Герои песнь и машины муссолиниевской войны» (итал. Canto eroi e macchine della guerra mussoliniana; 1942, в названии отражён требуемый Маринетти отказ от связного синтаксиса).
В основу аэропоэзии, как и манифестированной на три года раньше аэроживописи, легло преклонение итальянского футуризма перед новейшей техникой и технологией, воплощением которых выступал для них самолёт. Среди 22 принципов аэропоэтического письма, сформулированных Маринетти в манифесте, многие напрямую связаны с самоощущением человека, летящего в самолёте: Маринетти требует от поэта не только избегать земных образов и апеллировать к образам облаков, тумана и других атмосферных явлений, но и непосредственно передавать в стихотворении вращение пропеллера, стук мотора и вибрацию кабины.